# Портнягин, Семён Андреевич
Семён Андреевич Портнягин (1764—1827) — русский генерал, герой Кавказских войн.

## Биография
Семён Портнягин родился в 1764 году, происходил из дворян; в службу вступил 8 августа 1778 года рядовым во Владимирский пехотный полк, 9 января 1779 года зачислен был кадетом и того же числа переведён в Сумской гусарский полк; 17 декабря 1781 года был произведён в первый офицерский чин с оставлением в том же полку, расположенном в то время в Польше и принимавшем участие в борьбе с конфедератами.
С началом Турецкой войны, 25 мая 1788 года Портнягин прибыл под Очаков, где за занятие 29 сентября очаковских садов был произведён в ротмистры, а за отличие при штурме 6 декабря Очаковской крепости — в секунд-майоры с награждением золотым знаком для ношения в петлице.
Следующий 1789 год Портнягин провёл в Молдавии, а в 1790 году, под начальством генерал-аншефа Суворова, 11 декабря участвовал в осаде и штурме Измаила; во время штурма начальник штурмовой колонны подполковник Лесли был ранен, и Портнягин, приняв после него командование, первым взошёл на неприятельскую батарею и овладел ей. За отличие в этом деле Портнягин был произведён в премьер-майоры и награждён золотым знаком для ношения в петлице.
Три чина, полученные Портнягиным за отличие в сражениях, и целый ряд партизанских подвигов в Польше во время восстания 1792 года обратили на него особенное внимание, и император Павел, по восшествии на престол, 8 мая 1797 года перевёл его в Харьковский кирасирский полк, где Портнягин в течение трёх лет был произведён в подполковники, полковники и 15 октября 1800 года — в генерал-майоры с назначением шефом Нарвского драгунского полка.
В 1803 году Портнягин вместе с Нарвским драгунским полком переведён был на Кавказскую линию. С прибытием на Кавказ начинается непрерывная боевая деятельность этого «храбрейшего из храбрых», как его называл главнокомандующий на Кавказе, князь Цицианов.
Нарвский драгунский полк был назначен в осадный корпус, блокировавший персидскую крепость Гянджу и при штурме крепости, 3 января 1804 г., Портнягин, командуя штурмовой колонной, первым взошёл на стену и главным образом способствовал овладению крепостью. «Титло храброго, доносил князь Цицианов государю, — не я даю генерал-майору Портнягину, а солдаты, им предводимые, единогласно в войске возглашали после штурма». За этот подвиг Портнягин 24 февраля 1804 г. был награждён орденом св. Георгия 3-й степени. В рескрипте было сказано
За оказанную отличную храбрость при взятии штурмом крепости Ганжи, где, командуя колонною, примером храбрости поощрял к неустрашимости подчинённых, а равно и во всё время обложения упомянутой крепости с неутомимою деятельностию соблюдал надлежащее устройство в войске.
После взятия Гянджи, князь Цицианов решил двинуться на Эривань. 31 мая 1804 г. Нарвский драгунский полк со своим шефом прибыл на сборный пункт в Саганлуге. Запасшись провиантом, корпус Цицианова двинулся к Эчмиадзинскому монастырю, около которого произошёл с 20 по 22 июня трёхдневный бой с персидской армией, во время которого Портнягин командовал главным каре, а через три дня, 25 июня, во время боя при реке Занне, он занял малым числом войск вражеский вагенбург в виду всей персидской армии.
Вслед за тем один эпизод эриванского похода сделал имя Портнягина известным и грозным до самых пределов Персии. 2 июля русские войска обложили Эривань, причём персидская армия, атаковавшая блокадный корпус под стенами крепости, была разбита и отброшена частью на Калаахир, частью к Гарни-чаю; главнокомандующий князь Цицианов решил воспользоваться разобщением неприятельских сил и приказал Портнягину, с отрядом в 900 человек пехоты и конницы, сделать нападение на Гарни-чай, где находился лагерь наследного персидского принца Аббаса-Мирзы. Узнав о движении Портнягина, персидский шах Баба-хан, находившийся в Калаахире, успел соединиться с сыном и утром 24 июля 1804 года Портнягин очутился лицом к лицу с 40-тысячной персидской армией. Перестроившись в каре, он медленно, шаг за шагом, стал отходить назад, отбиваясь на протяжении 20 вёрст в течение 14 с половиной часов от окружавшего его со всех сторон врага. Отступление велось в таком порядке, что ни одного трофея не осталось в руках персов, — даже тела убитых принесены были в лагерь. Донося об этом деле императору, князь Цицианов в рапорте от 27 июня 1804 года писал: «Город (Эривань) стрелял викторию уже, получа от Баба-хана, что он всех русских живых возьмёт, но изумлён был потом, видя каре в целости возвратившимся». За этот подвиг Портнягин был награждён орденом св. Анны 1-й степени.
Осада Эривани, между тем, всё тянулась. Блокадный корпус ощущал сильный недостаток в продовольствии, и главнокомандующий ввиду этого обстоятельства созвал 31 августа военный совет из шести генералов, в числе коих находился и Портнягин, для решения дальнейшего образа действий. На совете было положено снять блокаду и отступить. О постановлении военного совета князь Цицианов донёс государю: «предвижу вредные последствия, которые могут произойти от снятия блокады, но, повинуясь закону, не имею права взять на себя ответственность за штурм, когда на моей стороне только один генерал Портнягин».
В ноябре 1805 г. князь Цицианов, предпринимая поход в Баку, где был предательски убит, назначил Портнягина временно командовать всеми силами в Закавказье, причём он исправлял эту должность до сентября 1806 г.
Новым главнокомандующим был назначен граф Гудович. С его прибытием совпало начало Турецкой войны.
9 (21) мая 1807 года произошёл неудачный штурм Ахалкалаки. Хотя две другие штурмовые колонны были отбиты, Портнягин со своей колонной сумел овладеть одной башней крепостной стены и захватить в ней пушку и знамя. Солдаты Портнягина несколько часов держались на занятой им позиции, и оставшиеся в живых отступили после того, как турки взорвали башню.
Отступив от Ахалкалаки, Гудович 8 июня 1807 г. разбил после 7 часового упорного боя турецкую армию у реки Арпачая. В этом сражении Портнягин командовал левым флангом российских войск и успешно отбил направленную на него атаку Юсуфа-паши.
В июне следующего 1808 года он вступил в командование отрядом, расположенным при селении Амамлах и в то же время участвовал с 3 октября по 30 ноября в новой осаде Эривани, предпринятой графом Гудовичем.
В течение 1810 года Портнягин защищал Помбакскую и Шурагельскую провинции и совершил весьма удачный набег в персидские владения. В том же году он, по назначению нового главнокомандующего генерала Тормасова, участвовал в комиссии по уравнительной раскладке податей в Карабаге и вслед за тем был двинут генералом Тормасовым из Бомбакской провинции в Турцию под Ахалцых. За отличия, оказанные Портнягиным за время экспедиции со 2 по 26 ноября 1810 г. в Ахалцыхский пашалык, он был награждён орденом св. Владимира 2-й степени.
Осенью 1811 года Портнягин был назначен начальником Кахетинского округа. В январе 1812 года вспыхнуло в Кахетии восстание, вызванное экзекуциями для заготовления войсками фуража и провианта. Восставшие кахетинцы провозгласили царём царевича Георгия, хромого, недалёкого человека. Георгий стал издавать возмутительные прокламации; деревни одна за другой присоединялись к повстанцам. Восстание было столь неожиданным и распространилось так быстро, что Портнягин, находившийся в это время при штабе Нарвского драгунского полка в Сагореджо, мог собрать из всего полка лишь 150 человек и с ними вместе был окружён инсургентами. Пришедшие на утро две роты Херсонского гренадерского полка дали Портнягину возможность отступить и идти в Тифлис, чтобы организовать защиту этого города до прибытия главнокомандующего. Несмотря на разумные и энергичные меры, предпринятые Портнягиным для подавления восстания, главнокомандующий, маркиз Паулуччи, по прибытии в Тифлис, в предписании от 21 февраля, сделал Портнягину замечание за то, что он, оставив Кахетию, отступил в Тифлис. Обиженный этой несправедливостью, Портнягин подал рапорт о болезни и дальнейшего участия в подавлении восстания не принимал.
Между тем, уже в это время вместо маркиза Паулуччи начальником Грузии и всей Кавказской линии был назначен генерал Ртищев, которому император Александр I в рескрипте от 16 февраля 1812 года писал: «повелеваю вам отправиться немедленно в Тифлис, а управление на Кавказской линии поручить генерал-майору Портнягину». Этим же рескриптом Портнягин был назначен начальником 19-й пехотной дивизии и командующим войсками на Кавказской линии.
Предшественник Портнягина по этой должности, генерал Булгаков, пал жертвой интриг со стороны гражданского начальства на линии. Той же участи не избежал и Портнягин. Ногайский пристав генерал-майор Менгли-Гирей, недовольный Портнягиным, которого подозревал в попустительстве к бегству князя Лоова, арестованного за убийство брата Менгли-Гирея Бахты-Гирея, начал волновать ногайцев. Портнягин удалил Менгли-Гирея от должности, что было с его стороны большой ошибкой, так как вызвало неудовольствие местного населения.
Беспорядки, обнаружившиеся на линии, волнение среди ногайцев и удаление их в числе 27000 душ за Кубань в пределы Турции, а равно и жалоба отставленного Портнягиным от службы ногайского пристава султана Менгли-Гирея, побудили Ртищева назначить генерал-майора Дельпоццо для производства следствия над Портнягиным. На основании представленного Дельпоццо донесения Ртищев писал князю Горчакову в отношении от 14 декабря 1813 года, что "доколе генерал-майор Портнягин будет оставаться командующим войсками на Кавказской линии и не переменит он своего поведения, до тех пор не может быть водворено тишины и спокойствия. Я убедительнейше прошу взять его из моей команды, чтобы я не мог ответствовать за беспорядки и впредь какие на «Кавказской линии в командование его последовать могут».
Вследствие представления генерала Ртищева, Александр I повелел Портнягина, за противозаконные поступки, предать суду, начальником же Кавказской линии назначен был генерал-майор Дельпоццо.
Отставленный по суду от службы, Портнягин удалялся в Тифлис и прожил там несколько лет в нужде и без всякого дела, но с приездом в Грузию в 1816 г. Ермолова он снова был зачислен на службу и 10 октября 1822 года назначен окружным генералом 8-го округа внутренней стражи. Вдали от действующей армии, среди которой он провёл лучшие годы своей жизни и в рядах которой совершил целый ряд подвигов, Портнягин скончался 20 апреля 1827 года и был погребён на кладбище Успенского мужского монастыря, близ Уфы.
Весной 1911 году офицерами частей 48-й пехотной дивизии могила героя приведена в порядок и отреставрирован надгробный памятник.